# 安德烈亚斯·韦林格
安德烈亚斯·韦林格（德語：Andreas Wellinger，1995年8月28日—），德国男子跳台滑雪运动员。

## 生平
安德烈亚斯·韦林格在2002年开始练习北欧两项，2011年2月开始专攻跳台滑雪。2012年11月，他在挪威利勒哈默尔完成了个人的世界杯分站赛首秀。

## 家庭
安德烈亚斯有两个姐姐。他的父母于2008年离婚。